# Disco (film)
Disco è un film francese del 2008 diretto da Fabien Onteniente.